# 碳-13
碳13是碳的穩定同位素之一，在地球自然界的碳中佔約1.109%。

## 测试
在常规含碳物质的质谱中，由于会存在约1.1%的13C，因此除了正常的分子离子峰（M）外，还会表现出M+1峰。
在氢谱核磁（1H NMR）中，13C（自旋量子数为1⁄2）的存在会对1H偶合，而产生卫星峰。

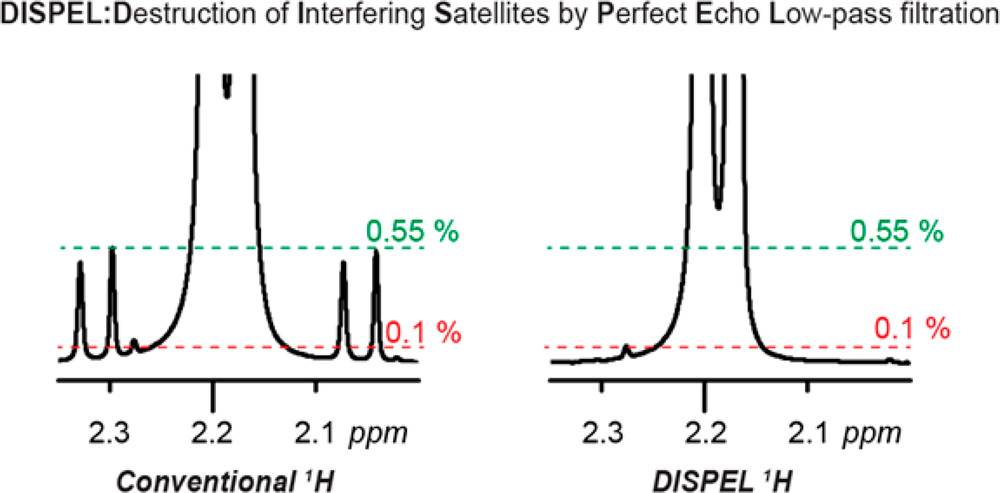
正常^{1}H NMR中的卫星峰以及完美回波低通滤波法移除干扰的卫星峰